# Eveline Wirth
Eveline Wirth (ur. 11 maja 1958) – szwajcarska narciarka, uprawiająca narciarstwo dowolne. Nigdy nie startowała na mistrzostwach świata ani na igrzyskach olimpijskich. Najlepsze wyniki w Pucharze Świata osiągnęła w sezonie 1982/1983, kiedy to zajęła 3. miejsce w klasyfikacji generalnej klasyfikacji skoków akrobatycznych i klasyfikacji kombinacji. Ponadto w sezonie 1983/1984 wywalczyła małą kryształową kulę w skokach akrobatycznych.
W 1984 r. zakończyła karierę.

## Sukcesy

### Puchar Świata

#### Miejsca w klasyfikacji generalnej
- 1979/1980 – 20.
- 1980/1981 – 4.
- 1981/1982 – 10.
- 1982/1983 – 3.
- 1983/1984 – 4.

#### Miejsca na podium
1. Livigno – 17 stycznia 1981 (Balet narciarski) – 2. miejsce
2. Livigno – 18 stycznia 1981 (Kombinacja) – 1. miejsce
3. Livigno – 18 stycznia 1981 (Skoki akrobatyczne) – 3. miejsce
4. Oberjoch – 15 lutego 1981 (Kombinacja) – 3. miejsce
5. Calgary – 21 marca 1981 (Balet narciarski) – 3. miejsce
6. Whistler Blackcomb – 10 stycznia 1982 (Skoki akrobatyczne) – 3. miejsce
7. Livigno – 14 marca 1982 (Kombinacja) – 1. miejsce
8. Calgary – 22 marca 1982 (Kombinacja) – 3. miejsce
9. Tignes – 21 stycznia 1983 (Skoki akrobatyczne) – 3. miejsce
10. Livigno – 4 lutego 1983 (Skoki akrobatyczne) – 3. miejsce
11. Livigno – 4 lutego 1983 (Kombinacja) – 3. miejsce
12. Ravascletto – 13 lutego 1983 (Skoki akrobatyczne) – 2. miejsce
13. Angel Fire – 19 marca 1983 (Kombinacja) – 2. miejsce
14. Angel Fire – 19 marca 1983 (Skoki akrobatyczne) – 3. miejsce
15. Angel Fire – 19 marca 1983 (Skoki akrobatyczne) – 2. miejsce
16. Courchevel – 4 lutego 1984 (Skoki akrobatyczne) – 2. miejsce
17. Göstling – 27 lutego 1984 (Skoki akrobatyczne) – 1. miejsce
18. Ravascletto – 29 lutego 1984 (Skoki akrobatyczne) – 1. miejsce
19. Oberjoch – 4 marca 1984 (Skoki akrobatyczne) – 1. miejsce
20. Oberjoch – 4 marca 1984 (Kombinacja) – 3. miejsce
21. Sälen – 22 marca 1984 (Skoki akrobatyczne) – 1. miejsce
22. Tignes – 29 marca 1984 (Skoki akrobatyczne) – 1. miejsce
23. Tignes – 29 marca 1984 (Kombinacja) – 3. miejsce

- W sumie 7 zwycięstw, 5 drugich i 11 trzecich miejsc.